# JiR
Japan Italy Racing, більш відома як JiR — мотогоночна команда з Монте-Карло, що у 2005-2015 роках брала участь у чемпіонаті світу з шосейно-кільцевих мотогонок MotoGP у класі MotoGP та Moto2.

## Історія

### Дебют у MotoGP

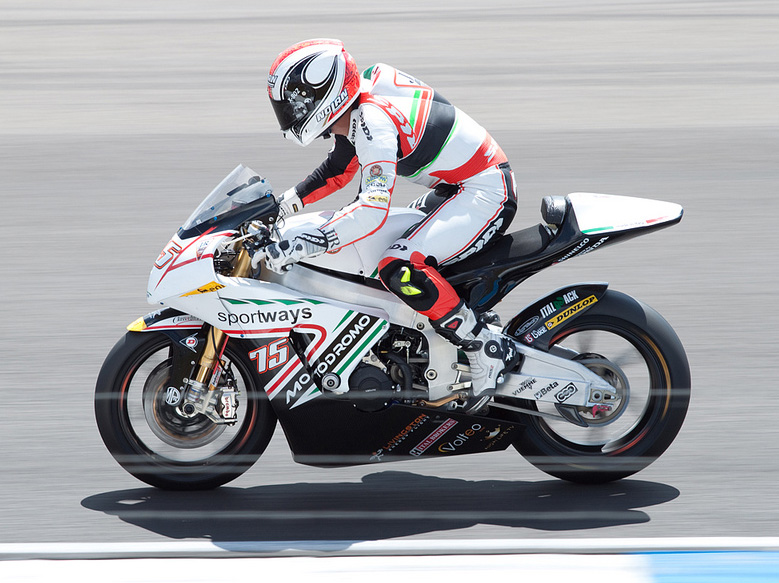
Матіа Пасіні на Гран-Прі Нідерландів, 2010 рік

Команда вперше взяла участь в чемпіонаті світу MotoGP у класі MotoGP в 2005 році під назвою «Konica Minolta Honda». Єдиним гонщиком команди був японець Макото Тамада, що виступав на мотоциклі Honda RC211V на шинах Michelin. Найкращим результатом у сезоні було 3-є місце на Гран-Прі Японії.
У наступному сезоні команда використовувала ті ж самі мотоцикл і шини, але повторити результати попереднього не змогла: найкращим результатом було п'яте місце на португальському Гран-Прі.
У 2007 році Шинья Накано замінив Макото Тамаду, отримавши новий 800-кубовий мотоцикл Honda RC212V. Досягти очікуваних результатів не вдалося, Накано на кількох етапах приїжджав останнім.

### Поява у Moto2
Результати покращилися в 2008 році, коли до команди приєднався чемпіон світу 2004 року в класі 125cc Андреа Довіціозо. Команда була перейменована в «JiR Team Scot» після створення спільного підприємства з Team Scot. «JiR» була представлена також у класі 250сс японським мотогонщиком Юкі Такахасі. «JiR Team Scot» була розділена протягом сезону, в результаті чого дві її частини стали конкурувати між собою за право використовувати мотоцикли Honda в MotoGP у 2009 році, в підсумку перемогла «Team Scot», яка заручилася підтримкою Honda на наступний сезон, а «JiR» змушена була покинути «королівський» клас.
У 2010 році команда взяла участь у новому класі Moto2 на мотоциклі Motobi TSR з гонщиками Сімоне Корсі та Матіа Пасіні, хоча останній був замінений протягом сезону спочатку на Юсуке Тешіма, а згодом — на Алекса де Анджеліса. Протягом сезону Корсі двічі посів третє місце, а де Анджеліс заробив два подіуми, в тому числі першу перемогу для команди на Гран-Прі Австралії.
У 2011 році команда була представлена лише де Анджелісом, який здобув одну перемогу в Австралії і завоював четверте місце у підсумковій турнірній таблиці.
В сезоні 2012 року «JiR» була представлена французом Йоаном Зарко та бразильцем Еріком Гранадо.
У сезоні 2013 року за команду виступав чемпіон світу 2008 року у класі 125сс Майк Ді Меліо.
У сезоні 2014 команда знову буде представлена лише у класі Moto2 одним гонщиком. Попередньо ним мав бути японець Кохта Нозане, але в зв'язку з передчасною смертю батька він знявся із змагань. Його замінив співвітчизник Тетсута Нагашіма.
В сезоні 2015 команду представляв швейцарець Ренді Крумменахер, який в загальному заліку зайняв лише 21-е місце. Після закінчення сезону команда завершила свої виступи у серії MotoGP. Керівник команди Джанлука Монтірон не бачив подальшої перспективи участі у мотогонках як приватної команди, тому вирішив зосередитись на інших напрямках бізнесу, адже у власності «JiR» була мотогоночна база «Motor City Village» в Кастеллетто ді Брандуццо, недалеко від Мілана, де вже були проведені гонки чемпіонату світу з супермото, та де є три треки для мотоциклів, картингу та водних лиж.

## Результати
| Сезон | Клас   | Назва команди          | Мотоцикл         | №  | Гонщик                 | Гонки  | Пер | Под | ПП | НК | ОГ      | МГ | Очки | Місце |
| ----- | ------ | ---------------------- | ---------------- | -- | ---------------------- | ------ | --- | --- | -- | -- | ------- | -- | ---- | ----- |
| 2005  | MotoGP | Konica Minolta Honda   | Honda RC211V     | 6  | Макото Тамада          | 14     | 0   | 1   | 0  | 0  | 91      | 11 | 103  | 9     |
| 2005  | MotoGP | Konica Minolta Honda   | Honda RC211V     | 16 | Юрген ван ден Гоорберг | 2      | 0   | 0   | 0  | 0  | 12      | 20 | 103  | 9     |
| 2006  | MotoGP | Konica Minolta Honda   | Honda RC211V     | 6  | Макото Тамада          | 17     | 0   | 0   | 0  | 0  | 96      | 12 | 96   | 10    |
| 2007  | MotoGP | Konica Minolta Honda   | Honda RC212V     | 6  | Шинья Накано           | 18     | 0   | 0   | 0  | 0  | 47      | 17 | 47   | 10    |
| 2008  | MotoGP | JiR Team Scot MotoGP   | Honda RC212V     | 4  | Андреа Довіціозо       | 18     | 0   | 1   | 0  | 0  | 174     | 5  | 174  | 7     |
| 2008  | 250cc  | JiR Team Scot 250      | Honda RS250R     | 72 | Юкі Такахаші           | 16     | 0   | 3   | 0  | 0  | 167     | 5  | —    | —     |
| 2010  | Moto2  | JiR Moto2              | Motobi TSR 6     | 3  | Сімоне Корсі           | 17     | 0   | 2   | 0  | 0  | 138     | 5  | —    | —     |
| 2010  | Moto2  | JiR Moto2              | Motobi TSR 6     | 75 | Матіа Пасіні           | 6 (8)  | 0   | 0   | 0  | 0  | 12      | 28 | —    | —     |
| 2010  | Moto2  | JiR Moto2              | Motobi TSR 6     | 11 | Юсуке Тешіма           | 4 (5)  | 0   | 0   | 0  | 0  | 1       | 39 | —    | —     |
| 2010  | Moto2  | JiR Moto2              | Motobi TSR 6     | 15 | Алекс де Анджеліс      | 7 (12) | 1   | 3   | 1  | 1  | 84 (95) | 11 | —    | —     |
| 2011  | Moto2  | JiR Moto2              | Motobi TSR 6     | 15 | Алекс де Анджеліс      | 17     | 1   | 2   | 1  | 2  | 174     | 4  | —    | —     |
| 2012  | Moto2  | JIR Moto2              | Motobi           | 5  | Йоан Зарко             | 17     | 0   | 0   | 0  | 0  | 94      | 10 | —    | —     |
| 2012  | Moto2  | JIR Moto2              | Motobi           | 57 | Ерік Гранадо           | 11     | 0   | 0   | 0  | 0  | 0       | —  | —    | —     |
| 2013  | Moto2  | JiR Moto2              | Motobi           | 63 | Майк Ді Меліо          | 10     | 0   | 0   | 0  | 0  | 18      | 20 | —    | —     |
| 2014  | Moto2  | Teluru Team JiR Webike | TSR TSR6 NTS NH6 | 9  | Кенні Ноєс             | 1      | 0   | 0   | 0  | 0  | 0       | —  | —    | —     |
| 2014  | Moto2  | Teluru Team JiR Webike | TSR TSR6 NTS NH6 | 64 | Федеріко Карікасуло    | 1      | 0   | 0   | 0  | 0  | 0       | —  | —    | —     |
| 2014  | Moto2  | Teluru Team JiR Webike | TSR TSR6 NTS NH6 | 45 | Тетсута Нагашіма       | 12     | 0   | 0   | 0  | 0  | 0       | —  | —    | —     |
| 2014  | Moto2  | Teluru Team JiR Webike | TSR TSR6 NTS NH6 | 71 | Томойоші Кояма         | 3      | 0   | 0   | 0  | 0  | 0       | —  | —    | —     |
| 2015  | Moto2  | JiR Moto2              | Kalex Moto2      | 4  | Ренді Крумменахер      | 18     | 0   | 0   | 0  | 0  | 31      | 21 | —    | —     |

Примітка:
1. Результати у дужках відображають підсумковий результат за сезон, включаючи виступи у складі інших команд.